# 1ª Divisão 1972 (hockey su pista)
La 1ª Divisão 1972 è stata la 32ª edizione del torneo di primo livello del campionato portoghese di hockey su pista. La competizione ha avuto inizio il 5 maggio e si è conclusa il 3 novembre 1972.
Il titolo è stato conquistato dallo Sport Lisboa e Benfica per l'undicesima volta nella sua storia.

## Stagione

### Formula
La 1ª Divisão 1972 vide i club partecipanti divisi in gironi regionali; ogni girone fu organizzato con un girone all'italiana, con gare di andata e ritorno. Erano assegnati tre punti per l'incontro vinto e due punti a testa per l'incontro pareggiato, mentre ne era attribuito uno solo per la sconfitta. Al termine delle eliminatorie le migliori quattro squadre si qualificarono alla fase finale; la vincitrice venne proclamata campione di Portogallo.

## Campeonato metropolitano

### Zona Norte
|  | Pos. | Squadra           | Pt | G  | V  | N | P  | GF  | GS  | DR   |
|  | ---- | ----------------- | -- | -- | -- | - | -- | --- | --- | ---- |
|  | 1.   | Infante de Sagres | 50 | 18 | 16 | 0 | 2  | 147 | 42  | +105 |
|  | 2.   | Porto             | 49 | 18 | 14 | 3 | 1  | 124 | 52  | +72  |
|  | 3.   | Valongo           | 45 | 18 | 12 | 3 | 3  | 138 | 57  | +81  |
|  | 4.   | Fanzeres          | 39 | 18 | 10 | 1 | 7  | 125 | 85  | +40  |
|  | 5.   | Académico Cambra  | 38 | 18 | 8  | 4 | 6  | 91  | 71  | +20  |
|  | 6.   | Carvalhos         | 38 | 18 | 8  | 4 | 6  | 86  | 83  | +3   |
|  | 7.   | Espinho           | 30 | 18 | 6  | 1 | 11 | 76  | 130 | -54  |
|  | 8.   | Oliveirense       | 27 | 18 | 5  | 0 | 13 | 101 | 147 | -46  |
|  | 9.   | Conimbricense     | 22 | 18 | 2  | 0 | 16 | 66  | 194 | -128 |
|  | 10.  | Vilanovense       | 20 | 18 | 1  | 0 | 17 | 69  | 162 | -93  |

Legenda:
  Qualificato al girone finale del campeonato metropolitano.
Note:
Tre punti a vittoria, due a pareggio, uno a sconfitta.

### Zona Sul
|  | Pos. | Squadra             | Pt | G  | V  | N | P  | GF  | GS  | DR   |
|  | ---- | ------------------- | -- | -- | -- | - | -- | --- | --- | ---- |
|  | 1.   | Benfica             | 49 | 18 | 14 | 3 | 1  | 169 | 68  | +101 |
|  | 2.   | Sporting CP         | 47 | 18 | 13 | 3 | 2  | 111 | 58  | +53  |
|  | 3.   | Oeiras              | 43 | 18 | 11 | 3 | 4  | 113 | 80  | +53  |
|  | 4.   | Cascais             | 39 | 18 | 10 | 1 | 7  | 118 | 93  | +25  |
|  | 5.   | CUF Barreiro        | 38 | 18 | 9  | 2 | 7  | 100 | 104 | -4   |
|  | 6.   | Paço de Arcos       | 35 | 18 | 6  | 5 | 7  | 65  | 66  | -1   |
|  | 7.   | Parede              | 35 | 18 | 7  | 3 | 8  | 103 | 113 | -10  |
|  | 8.   | Campo de Ourique    | 28 | 18 | 3  | 4 | 11 | 93  | 140 | -47  |
|  | 9.   | Juventude Salesiana | 27 | 18 | 4  | 1 | 13 | 69  | 87  | -18  |
|  | 10.  | Belenenses          | 19 | 18 | 0  | 1 | 17 | 72  | 201 | -129 |

Legenda:
  Qualificato al girone finale del campeonato metropolitano.
Note:
Tre punti a vittoria, due a pareggio, uno a sconfitta.

### Girone finale
|  | Pos. | Squadra           | Pt | G | V | N | P | GF | GS | DR  |
|  | ---- | ----------------- | -- | - | - | - | - | -- | -- | --- |
|  | 1.   | Benfica           | 18 | 6 | 6 | 0 | 0 | 32 | 14 | +18 |
|  | 2.   | Sporting CP       | 14 | 6 | 4 | 0 | 2 | 25 | 19 | +6  |
|  | 3.   | Porto             | 9  | 6 | 1 | 1 | 4 | 14 | 27 | -13 |
|  | 4.   | Infante de Sagres | 7  | 6 | 0 | 1 | 5 | 14 | 25 | -11 |

Legenda:
      Vince il campeonato metropolitano e ammesso alla fase finale.
Note:
Tre punti a vittoria, due a pareggio, uno a sconfitta.

## Fase finale
|  | Pos. | Squadra                   | Pt | G | V | N | P | GF | GS | DR  |
|  | ---- | ------------------------- | -- | - | - | - | - | -- | -- | --- |
|  | 1.   | Benfica                   | 16 | 6 | 5 | 0 | 1 | 36 | 21 | +15 |
|  | 2.   | Banco Comercial de Angola | 11 | 6 | 2 | 1 | 3 | 19 | 24 | -5  |
|  | 3.   | Clube Ferroviário         | 11 | 6 | 2 | 1 | 3 | 28 | 36 | -8  |
|  | 4.   | Sporting CP               | 10 | 6 | 2 | 0 | 4 | 24 | 26 | -2  |

Legenda:
      Campione di Portogallo e ammessa alla Coppa dei Campioni 1972-1973.
Note:
Tre punti a vittoria, due per il pareggio, uno a sconfitta.